# Thera perversa
Thera perversa är en fjärilsart som beskrevs av Hirschke 1913. Thera perversa ingår i släktet Thera och familjen mätare. Inga underarter finns listade i Catalogue of Life.